# Баратынский, Евгений Абрамович
Евге́ний Абра́мович Бараты́нский (Бораты́нский; 19 февраля [2 марта] 1800 (в некоторых источниках 7 (19) марта 1800), село Вяжля, Кирсановский уезд, Тамбовская губерния — 29 июня [11 июля] 1844, Неаполь) — русский поэт.

## Детство и юность
Евгений Баратынский происходил из галицкого шляхетского рода Боратынских, в конце XVII века выехавшего в Россию. Боратынский — фамилия от замка Боратынь в гмине Хлопице, Ярославском повяте Подкарпатского воеводства Польши, в древнерусской Перемышльской земле.
Дед поэта, Андрей Васильевич Баратынский (ок. 1738—1813) — помещик, титулярный советник; в молодости служил (от чина рядового до поручика) в полку Смоленской шляхты. Бабушка — Авдотья Матвеевна, урождённая Яцына (или Яцинина), дочь помещика села Подвойского, перешедшего в семью Баратынских как приданое.
Отец, Абрам Андреевич Баратынский (1767—1810) — отставной генерал-лейтенант, участник Русско-шведской войны (1788—1790), состоял в свите императора Павла Первого, был командиром Лейб-гвардии Гренадерского полка и инспектором Эстляндской дивизии. Мать, Александра Фёдоровна Черепанова (1777—1853) — дочь коменданта Петропавловской крепости Фёдора Степановича Черепанова (ум. до 1802) и его супруги Авдотьи Сергеевны (ок. 1746 — ок. 1814); выпускница Смольного института, фрейлина императрицы Марии Фёдоровны. Мать была русского происхождения.
В 1796 году Абраму Андреевичу и его брату Богдану Андреевичу Павел I пожаловал большое поместье с двумя тысячами душ — село Вяжля в Кирсановском уезде Тамбовской губернии, где и родился будущий поэт.
В марте 1804 года Абрам Андреевич с женой и детьми перебрался из Вяжли в имение Мара неподалёку в том же Кирсановском уезде. В усадьбе Мара проходило раннее детство Баратынского.
Дядькой у Евгения был итальянец Джьячинто Боргезе, поэтому мальчик рано познакомился с итальянским языком. Также владел французским, принятым в доме Баратынских, — писал на французском письма с восьми лет.
В 1808 году Баратынского отдали в частный немецкий пансион в Петербурге для подготовки к поступлению в Пажеский корпус. В пансионе он познакомился с немецким языком.
В 1810 году умер отец поэта Абрам Андреевич, и воспитанием Евгения занялась мать, умная, добрая, энергичная, но и несколько деспотичная женщина, — от её «преувеличенной» любви поэт страдал до самой женитьбы.
В конце декабря 1812 года Баратынский поступил в Пажеский корпус — самое престижное учебное заведение Российской империи, имевшее целью предоставить сыновьям знатных дворянских фамилий возможность достижения военных чинов I—III класса. В письмах матери Евгений писал о своём желании посвятить себя военно-морской службе.
До весны 1814 года всё обстояло благополучно. Потом успеваемость и поведение Баратынского становятся неровными. Внутреннее сопротивление корпусным порядкам приводит к оставлению его весной 1814 на второй год. Компания товарищей, в которую попал Баратынский в корпусе, развлекалась весёлыми проделками, досаждая начальникам и преподавателям, создав под влиянием «Разбойников» Шиллера «Общество мстителей».

Мысль не смотреть ни на что, свергнуть с себя всякое принуждение меня восхитила; радостное чувство свободы волновало мою душу…
В конце концов в феврале 1816 года расшалившиеся подростки Баратынский и его приятель Дмитрий Ханыков украли из бюро камергера Приклонского, отца одного из соучастников (он сам предоставил ключ), табакерку в золотой оправе и пятьсот рублей, которые к моменту поимки почти полностью истратили. Это происшествие вызвало громкий скандал в обществе, дошедший до императора. Повелением от 26 февраля 1816 года Баратынский и Ханыков были исключены из Пажеского корпуса и отданы их родственникам «с тем, чтобы они не были принимаемы ни в гражданскую, ни в военную службу, разве захотят заслужить свои проступки и попросятся в солдаты». Это злоключение привело к изменению всей линии жизни и явилось тяжёлой психотравмой, отразившейся на его стихах: одно из драгоценных свойств его поэзии — особый призвук тайной печали.
После исключения из корпуса шестнадцатилетний Баратынский настолько мучительно переживал случившееся, что был даже близок к самоубийству.
Покинув столицу, Баратынский несколько лет жил одно время с матерью в Маре, или у дяди по отцу, отставного вице-адмирала Богдана Андреевича Баратынского в селе Подвойском Смоленской губернии.
В деревне дяди Баратынский нашёл небольшое общество весёлой молодёжи, начал писать стихи (интерес к литературному творчеству появился у него ещё в Пажеском корпусе). Подобно многим другим людям того времени он писал «французские куплеты», но до нас дошли и русские стихи от 1817 года (по словам В. Я. Брюсова, «ещё слабые»).

## Военная служба
В феврале 1819 года Баратынский поступил рядовым в Лейб-гвардии Егерский полк.

Один раз меня поставили на часы во дворец во время пребывания в нём покойного государя императора Александра Павловича. Видно, ему доложили, кто стоит на часах: он подошёл ко мне, спросил фамилию, потрепал по плечу и изволил ласково сказать: «Послужи!».

Приятель по корпусу Креницын познакомил Баратынского с бароном Дельвигом. Как дворянин Баратынский имел бо́льшую свободу, чем простые нижние чины. Вне службы ходил во фраке, жил не в общей казарме. С Дельвигом они сняли небольшую квартирку и на пару сочинили стихотворение:

Там, где Семёновский полк, в пятой роте, в домике низком,

Жил поэт Боратынский с Дельвигом, тоже поэтом.

Тихо жили они, за квартиру платили немного,

В лавочку были должны, дома обедали редко…

Егерский полк в то время занимал Семёновские казармы на Звенигородской улице (позже названные Староегерскими).
Через Дельвига Баратынский быстро сошёлся и с Пушкиным. По словам Вяземского,

это была забавная компания: высокий, нервный, склонный к меланхолии Баратынский, подвижный, невысокий Пушкин и толстый вальяжный Дельвиг.

Тогда это были просто талантливые, беспокойные юноши, которые всё время говорили о поэзии, и каждый искал в ней свой путь.

Пушкин, Дельвиг, Баратынский — русской музы близнецы.
— Пётр Вяземский
Баратынский познакомился с Кюхельбекером («Кюхлей»), Гнедичем и другими литераторами, начал печататься: послания «К Креницину», «Дельвигу», «К Кюхельбекеру», элегии, мадригалы, эпиграммы. Он посещал дружеские поэтические вечера (позже описанные в «Пирах»), салон Пономарёвой, литературные «среды» Плетнёва, «субботы» Жуковского.
К 1819 году Баратынский вполне овладел поэтической техникой. Его стихотворения стали приобретать то «необщее выражение», которое впоследствии он сам признавал главным достоинством своей поэзии. Своими лирическими произведениями Баратынский быстро занял видное место среди поэтов-«романтиков».
В январе 1820 года Баратынский был произведён в унтер-офицеры и переведён из гвардии в Нейшлотский пехотный полк, стоявший в Финляндии в укреплении Кюмени и окрестностях. Полком командовал подполковник Георгий Алексеевич Лутковский — родственник Баратынского.
Жизнь в Финляндии, среди суровой природы и вдали от общества, усилила романтический характер поэзии Баратынского, придав ей сосредоточенно-элегическое настроение. Финляндские впечатления вылились в нескольких его лучших лирических стихотворениях («Финляндия», «Водопад»). С особенной яркостью отразились они в первой поэме Баратынского «Эда» (1826), о которой Пушкин писал:

…произведение, замечательное своей оригинальной простотой, прелестью рассказа, живостью красок и очерком характеров, слегка, но мастерски означенных.

Первоначально Баратынский вёл в Финляндии спокойную, размеренную жизнь. Его общество ограничивалось двумя-тремя офицерами, которых он встречал у полкового командира. Баратынский живёт на правах близкого человека в доме Лутковского, дружит с командиром роты Николаем Коншиным, пишущим стихи, имеет возможность съездить в Петербург, его тяготит не служба, а противоречивость положения, в котором он оказался. Баратынский ожидает перемены судьбы, которую может принести офицерский чин.
Позже он подружился с адъютантами генерал-губернатора Финляндии А. А. Закревского Николаем Путятой и Александром Мухановым. Путята, дружба с которым сохранилась у Баратынского на всю жизнь, описал внешний облик поэта, каким он увидел его впервые: «Он был худощав, бледен, и черты его выражали глубокое уныние».
В период службы в Финляндии Баратынский продолжает печататься. Его стихи выходят в альманахе Бестужева и Рылеева «Полярная Звезда».
Поэтов-декабристов не вполне устраивали стихи Баратынского, так как в них отсутствовала социальная тематика и чувствовалось влияние классицизма. Вместе с тем самобытность Баратынского не вызывала сомнений. Рано проявившаяся склонность к изощрённому анализу душевной жизни доставила Баратынскому славу тонкого и проницательного «диалектика».
Осенью 1824 года, благодаря ходатайству Путяты, Баратынский получил разрешение состоять при корпусном штабе генерала Закревского в Гельсингфорсе. Там Баратынский окунулся в бурную светскую жизнь. Он увлекается женой генерала Аграфеной Закревской, у которой позже был роман и с Пушкиным.
Эта страсть принесла Баратынскому много мучительных переживаний. Образ Закревской в его стихах отразился неоднократно — прежде всего в образе Нины, главной героини поэмы «Бал», а также в стихотворениях: «Мне с упоением заметным», «Фея», «Нет, обманула вас молва», «Оправдание», «Мы пьём в любви отраву сладкую», «Я безрассуден, и не диво…», «Как много ты в немного дней». В письме к Путяте Баратынский пишет:

Спешу к ней. Ты будешь подозревать, что я несколько увлечён: несколько, правда; но я надеюсь, что первые часы уединения возвратят мне рассудок. Напишу несколько элегий и засну спокойно.

И тут же писал:

Какой несчастный плод преждевременной опытности — сердце, жадное страсти, но уже неспособное предаваться одной постоянной страсти и теряющееся в толпе беспредельных желаний! Таково положение М. и моё.

Из Гельсингфорса Баратынский должен был вернуться в полк в Кюмень. Туда весной 1825 года Путята привёз ему приказ о производстве в офицеры (Баратынский был произведён в прапорщики 21 апреля). По словам Путяты, Баратынского это «очень обрадовало и оживило».
В конце мая Баратынский из Роченсальма заказывал в Гельсингфорсе через Муханова голубые эполеты с вышитой шифровкой «23» (номер дивизии). Вскоре Нейшлотский полк был назначен в Петербург для несения караульной службы. Полк выступил в поход и 10 июня 1825 года был в столице — прапорщик Баратынский возобновил свои литературные знакомства.
В сентябре Баратынский возвращается с полком в Кюмень. Он съездил ненадолго в Гельсингфорс и, получив известие о болезни матери, 30 сентября 1825 года уехал в отпуск в Москву. В Финляндию Баратынский больше не вернулся.
Из письма Баратынского Путяте известно, что ещё в ноябре 1825 года из-за болезни матери Баратынский был намерен перевестись в один из полков, стоявших в Москве. 13 ноября в доме Мухановых Баратынский познакомился с Денисом Давыдовым, который убедил его выходить в отставку, предлагая своё участие.
10 декабря 1825 Давыдов писал Закревскому с просьбой, в случае прошения от Баратынского, решить без промедления. 31 января 1826 года, уладив дело посредством почты, Баратынский вышел в отставку.

### Брак и дети
Денис Давыдов ввёл Баратынского в дом своего родственника отставного генерал-майора Льва Николаевича Энгельгардта (Давыдов был женат на племяннице генерала Софье Николаевне Чирковой). Вскоре Баратынский женился на старшей дочери Энгельгардта, Анастасии (1804—1860). Венчание состоялось 9 июня 1826 года в церкви Харитония в Огородниках.
Его жена не считалась красавицей, но была умна, имела тонкий вкус. Её нервный характер доставлял много страданий Баратынскому и способствовал тому, что многие друзья от него отдалились.
В браке родились дети :
- Александра (14.03.1826? — 1874)
- Лев (18.07.1829 — 1906)
- Екатерина (1830—1831)
- Мария (1832—?)
- Софья (1833—1838)
- Дмитрий (26.12.1834 — 11.05.1869)
- Николай (26.11.1835 — 07.04.1898)
- Юлия (1837—1874)
- Зинаида (?—?)

## Поэт
В Москве Баратынского ждут тяготы освоения светской жизни. Он пишет Путяте:

Сердце моё требует дружбы, а не учтивостей, и кривлянье благорасположенья рождает во мне тяжёлое чувство… Москва для меня новое изгнание.

Известность Баратынского началась после издания в 1826 году его поэм «Эда» и «Пиры» (одной книжкой, с предисловием автора) и первого собрания лирических стихотворений в 1827 году — итог первой половины его творчества. В 1828 году вышла поэма «Бал», в 1831 году — «Наложница» («Цыганка»).
Поэмы отличались замечательным мастерством формы и выразительностью изящного стиха, не уступающего пушкинскому. Их было принято ставить ниже лирических стихотворений Пушкина, однако по современному мнению Александра Кушнера, написанные раньше «Пиры» Баратынского «опередили на полшага „Евгения Онегина“». Кушнер отмечает необыкновенно живой, лёгкий и «правильный» слог в «Пирах», от которого Баратынский потом намеренно отойдёт.
Муза
Не ослеплён я Музою моею:

Красавицей её не назовут

И юноши, узрев её, за нею

Влюблённою толпой не побегут.

Приманивать изысканным убором,

Игрою глаз, блестящим разговором,

Ни склонности у ней, ни дара нет;

Но поражён бывает мельком свет

Её лица необщим выраженьем,

Её речей спокойной простотой;

И он, скорей чем едким осужденьем,

Её почтит небрежной похвалой.
К 1827 г. относятся воспоминания одной из московских жительниц: «Мы увидали Пушкина с хор Благородного собрания. Внизу было многочисленное общество, среди которого вдруг сделалось особого рода движение. В залу вошли два молодых человека. Один был блондин, высокого роста; другой брюнет — роста среднего, с чёрными кудрявыми волосами и выразительным лицом. Смотрите, сказали нам: блондин — Баратынский, брюнет — Пушкин. Они шли рядом, им уступали дорогу». Это достаточно яркий штрих, показывающий, какой любовью и популярностью пользовались оба поэта.
Баратынский был «общим молчаливым согласием» признан одним из лучших поэтов своего времени и стал желанным «вкладчиком» (автором) лучших журналов и альманахов, несмотря на то, что критика относилась к его стихам поверхностно. Литературные враги кружка Пушкина (журнал «Благонамеренный» и др.) нападали на якобы «преувеличенный романтизм Баратынского». В то же время, в поэме «Эда» часть современников не нашла ожидаемого «высокого романтического содержания» и «высокого романтического героя».
Брак принёс Баратынскому материальное благополучие и прочное положение в московском свете. В семейной жизни постепенно сгладилось всё, что было в нём буйного, мятежного. В 1828 году он писал Путяте:

Живу тихо, мирно, счастлив моею семейственною жизнью, но… Москва мне не по сердцу. Вообрази, что я не имею ни одного товарища, ни одного человека, которому мог бы сказать: помнишь? с кем мог бы потолковать нараспашку…

В 1828 году Баратынский поступил на гражданскую службу в Межевую канцелярию с чином коллежского регистратора (соответствовал его армейскому чину прапорщика), в 1830 году получил следующий чин губернского секретаря, в 1831 году вышел в отставку и больше не служил — занимался управлением имениями и поэзией.
В Москве Баратынский сошёлся с князем Петром Вяземским, с кружком московских литераторов: Иваном Киреевским, Николаем Языковым, Алексеем Хомяковым, Сергеем Соболевским, Николаем Павловым. Но общается Баратынский преимущественно с Вяземским, иногда бывает в салоне Зинаиды Волконской, печатается в альманахе Дельвига «Северные Цветы» и журнале Полевого «Московский Телеграф».
В 1831 году Киреевский предпринял издание журнала «Европеец». Баратынский написал для него, между прочим, рассказ «Перстень» и драму. Также готовился вести в «Европейце» полемику с журналами. Когда «Европеец» был запрещён, Баратынский писал Киреевскому:

Я вместе с тобой лишился сильного побуждения к трудам словесным… Что делать!.. Будем мыслить в молчании и оставим литературное поприще Полевым и Булгариным.

К работе над прозой подталкивал Баратынского Вяземский, при поддержке Киреевского. Однако дальнейшие, после «Перстня», опыты Баратынского в прозе не были доведены до конца и остались неизвестны. По своему содержанию «Перстень» приближается к позже сложившемуся детективному жанру, что относит его к «протодетективам» отечественной литературы.
Киреевский сравнивал Баратынского с голландским мастером художественной миниатюры Мирисом, с ним соглашался Пушкин, который находил это сравнение «удивительно ярким и точным» относительно поэм и элегий Баратынского.
После запрещения «Европейца» и до 1835 года Баратынским было написано всего несколько стихотворений (напечатано только два, в альманахе Смирдина «Новоселье» в 1833 году). В это время Баратынский редактирует старое, готовит свои стихи к изданию.
В 1835 году вышло второе издание стихотворений Евгения Баратынского в двух частях. Издание представлялось Баратынскому как итог его литературной работы. Он думает, что больше уже ничего не напишет.
После подавления восстания декабристов Баратынский, в отличие от Пушкина, считает невозможной для поэта близость к власти и участие в государственной политике. Уйдя в частную жизнь, он жил то в Москве, то в своём подмосковном имении Мураново (приданое жены), то в Казани, много занимался хозяйством. По переписке Баратынского конца 1830-х — начала 1840-х годов о нём создаётся впечатление как о рачительном хозяине и заботливом отце. В Мураново он построил дом, переоборудовал мельницу, завёл лесопилку, насадил новый лес. Анастасия Львовна родила ему девятерых детей.
Изредка он ездил в Петербург, где в 1839 году познакомился с Михаилом Лермонтовым, не придав этому значения. В обществе был ценим как интересный и иногда блестящий собеседник.
Баратынскому были свойственны неумение и нежелание производить впечатление, быть в центре внимания, застенчивость, отсутствие заботы о своей биографии и эффектном поведении. Внутреннее целомудрие и сдержанность выгодно отличали его от других авторов, громко заявляющих о своих правах. Вяземский вспоминал о Баратынском:

Едва ли можно было встретить человека умнее его, но ум его не выбивался с шумом и обилием…

Придя окончательно к убеждению, что «в свете нет ничего дельнее поэзии», Баратынский тем не менее писал мало. Он долго работал над своими стихотворениями и часто коренным образом переделывал уже опубликованные.
В поэзии Баратынского 1830-х годов появляются новые черты. Он часто обращается к архаизмам, к опыту поэтов некарамзинской традиции, стихи его становятся более риторичными, торжественно-скорбными. Печать лиризма, свойственного русской элегии 1810—1820-х годов, нежный, трогательный тон, весомые эмоциональные эпитеты позднее были отброшены. Неторопливость лирических жалоб сменилась лапидарностью, придающей некоторую сухость самому переживанию.
Теперь Баратынский борется с той «лёгкостью», накатанностью поэтического стиля, для которых так много сделал вместе с Пушкиным в начале 1820-х годов. В поздних редакциях появились и точные детали, в первой редакции «Финляндии» (1820) нет начальных строк о «гранитных расселинах» — были «гранитные пустыни». Сравнение окончательной редакции «Эды» («Стихотворения Евгения Баратынского», 1835) с первоначальной (1826) показывает последовательное стремление поэта отойти от романтической коллизии, стремление к прозаизации, к совершенной простоте. Современники, в основном, не оценили этой работы и досадовали на Баратынского за то, что он лишал свои ранние стихотворения привычной лирической окраски.
По мнению некоторых современников, будучи истинным поэтом, Баратынский не был по сути литератором. Для того, чтобы писать что-либо, кроме стихов, ему нужна была внешняя причина. Так, по дружбе к юному Андрею Муравьёву он сделал прекрасный разбор сборника его стихов «Таврида» («Московский телеграф», 1827), в котором высказал соображения, звучащие как собственный творческий принцип:

Истинные поэты потому именно так редки, что им должно обладать в то же время свойствами, совершенно противоречащими друг другу: пламенем воображения творческого и холодом ума поверяющего. Что касается до слога, то надобно помнить, что мы для того пишем, чтобы передавать друг другу свои мысли; если мы выражаемся неточно, нас понимают ошибочно или вовсе не понимают: для чего ж писать?..

Затронутый критикой своей поэмы «Наложница», Баратынский написал «антикритику», в которой также есть мысли о поэзии и искусстве вообще.
Люди, лично знавшие Баратынского, говорили, что его стихи далеко не вполне «высказывают тот мир изящного, который он носил в глубине души своей».

Излив свою задушевную мысль в дружеском разговоре, живом, разнообразном, невероятно-увлекательном, исполненном счастливых слов и многозначительных мыслей, Баратынский часто довольствовался живым сочувствием своего близкого круга, не заботясь о возможно-далёких читателях.

В сохранившихся письмах Баратынского немало острых критических замечаний о современных ему литераторах, которые он никогда не пытался напечатать. Интересны замечания Баратынского о том, что он считал слабым или несовершенным у Пушкина. Впоследствии это дало основания некоторым авторам к обвинению Баратынского в зависти к Пушкину.

Чудовищные обвинения в сальеризме, в зависти к Пушкину, предъявленные Баратынскому посмертно недобросовестными любителями скользких предположений, могли возникнуть только потому, что пошлость всегда опирается на собственный опыт и не способна и не хочет понять истинных причин и побуждений.
— Александр Кушнер
Предполагается, что в стихотворении «Осень» Баратынский имел в виду Пушкина, когда говорил о «буйственно несущемся урагане», которому всё в природе откликается, сравнивая с ним «глас, пошлый глас, вещатель общих дум», и в противоположность этому «вещателю общих дум» указывал, что «не найдёт отзыва тот глагол, что страстное земное перешёл».
Известие о смерти Пушкина застало Баратынского в Москве в те дни, когда он работал над «Осенью». Баратынский бросил стихотворение, и оно осталось незавершённым.

## «Сумерки»
Пишущему свойственно стремление к максимальному числу читателей. Баратынский же не претендует на всеохватность своего воздействия. Ему не нужен «широкий читатель» — достаточно «своего». В незаконченной статье Пушкина «Баратынский» есть такие слова: «Он шёл своею дорогой один и независим».
Отказ от «общих вопросов» в пользу «исключительного существования» вёл Баратынского к неизбежному внутреннему одиночеству и творческой изоляции. Последние его годы ознаменованы нарастающим одиночеством в литературе, конфликтом как с давними оппонентами пушкинского круга (литераторами вроде Полевого и Булгарина), так и с нарождавшимися западниками и славянофилами (редакция журнала «Москвитянин») — тем и другим Баратынский посвящал едкие эпиграммы.
Нелёгкий, «разборчивый», взыскательный характер и особые творческие задачи поставили Баратынского в обособленное положение и в жизни, и в литературе: «стал для всех чужим и никому не близким» (Николай Гоголь).
Рубежом здесь является 1837 год — год утраты Баратынским последних иллюзий и окончательного разочарования в российской современности. Баратынский отходит от участия в литературной жизни, замыкается в Муранове, в письмах он пишет о желании поехать в Европу. За весь 1838 год им написано только двадцать стихотворных строк.
В 1842 году Баратынский издал свой последний, самый сильный сборник стихов — «Сумерки», который называют первой в русской литературе «книгой стихов» или «авторским циклом» в новом понимании, что будет характерно уже для поэзии начала XX века. «Сумерки» композиционно выстроены — каждое последующее стихотворение вытекает из предыдущего, внося в общее поэтическое повествование свои оттенки.
Это издание привело к новому удару судьбы, от которого страдавший от равнодушия и непонимания Баратынский оправиться уже не смог.
На фоне и вообще пренебрежительного тона критики на сборник удар нанёс Белинский, «прогрессистские воззрения которого на литературу, — по мнению Максима Амелина, — намутили много воды и отвратили от истинной поэзии несколько поколений читателей». Ни много ни мало Белинский заключил в рецензии на «Сумерки», что Баратынский в своих стихах восстал против науки и просвещения. Имелись в виду следующие строки:

Век шествует путём своим железным;
В сердцах корысть, и общая мечта
Час от часу насущным и полезным
Отчётливей, бесстыдней занята.
Исчезнули при свете просвещенья
Поэзии ребяческие сны,
И не о ней хлопочут поколенья,
Промышленным заботам преданы.
— Из стихотворения «Последний поэт»
Когда твой голос, о поэт,

Смерть в высших звуках остановит,

Когда тебя во цвете лет

Нетерпеливый рок уловит, —

Кого закат могучих дней

Во глубине сердечной тронет?

Кто в отзыв гибели твоей

Стеснённой грудию восстонет,

И тихий гроб твой посетит,

И, над умолкшей Аонидой

Рыдая, пепел твой почтит

Нелицемерной панихидой?

Никто! — но сложится певцу

Канон намеднишним Зоилом,

Уже кадящим мертвецу,

Чтобы живых задеть кадилом.
Это было больше, чем глупостью. Заключение Белинского сопровождалось намеренным оскорблением поэта тоном, манерой, уничижительными сопоставлениями.
По мнению Александра Кушнера, Белинский был повинен в ранней смерти Баратынского, походя «убив» его словом не только в переносном смысле. «Раненый» Баратынский ответил Белинскому стихотворением «На посев леса»:

…Велик Господь! Он милосерд, — но прав:

Нет на земле ничтожного мгновенья;

Прощает Он безумию забав,

Но никогда пирам злоумышленья.

Кого измял души моей порыв,

Тот вызвать мог меня на бой кровавой;

Но подо мной сокрытый ров изрыв,

Свои рога венчал он падшей славой!..

Против Белинского также направлено стихотворение «Когда твой голос, о поэт…», последнее стихотворение, опубликованное Баратынским после выхода «Сумерек» и до самой смерти.

## Путешествие по Европе и смерть
Осенью 1843 года, закончив строительство дома, на деньги, вырученные от удачной продажи леса, Баратынский осуществил своё желание — путешествие за границу. Выезжает он с женой и тремя детьми, посещает Берлин, Потсдам, Лейпциг, Дрезден, Франкфурт, Майнц, Кёльн.
Полгода проводит в Париже, где он познакомился со многими французскими писателями: Альфредом де Виньи, Проспером Мериме, обоими Тьерри, М. Шевалье, Ламартином, Шарлем Нодье и другими. Для французов Баратынский перевёл несколько своих стихотворений на французский.
Европа не оправдала надежд Баратынского. Поздравляя Путяту с новым 1844 годом, Баратынский писал:

Поздравляю вас с будущим, ибо у нас его больше, чем где-либо; поздравляю вас с нашими степями, ибо это простор, который никак незаменим здешней наукой; поздравляю вас с нашей зимой, ибо она бодрее и блистательнее и красноречием мороза зовёт к движению лучше здешних ораторов; поздравляю вас с тем, что мы в самом деле моложе двенадцатью днями других народов и посему переживём их может быть двенадцатью столетиями.

Весной 1844 года Баратынский отправился через Марсель морем в Неаполь. На корабле, ночью, он написал стихотворение «Пироскаф», выражающее твёрдую готовность умереть для истинной жизни.
В Неаполе у Анастасии Львовны произошёл нервный припадок, что и раньше с ней случалось. Это сильно подействовало на Баратынского, внезапно у него усилились головные боли, которыми он часто страдал. На следующий день, 29 июня (11 июля) 1844 года, он скоропостижно скончался. В смерти этой остались загадки. Единственной свидетельницей и участницей драмы была Анастасия Львовна.
Только в августе следующего года кипарисовый гроб с его телом был перевезён в Петербург, поэт захоронен в Александро-Невском монастыре, на Ново-Лазаревском кладбище. Кроме родных, на похоронах незаслуженно обойдённого вниманием и славой поэта присутствовали три литератора: князь П. А. Вяземский, В. Ф. Одоевский и В. А. Соллогуб. Газеты и журналы почти не откликнулись на смерть Баратынского.
Сочинения Баратынского были изданы его сыновьями в 1869, 1883 и 1884 годах. Творчество поэта изучается в российских школах и вузах.

## Оценка
Статус великого поэта за Баратынским давно установлен…
— Елена Невзглядова, 2000 г.
Мой дар убог, и голос мой негромок,

Но я живу, и на земли моё

Кому-нибудь любезно бытиё:

Его найдёт далёкий мой потомок

В моих стихах; как знать? душа моя

Окажется с душой его в сношенье,

И как нашёл я друга в поколенье,

Читателя найду в потомстве я.
Известны слова Пушкина:

Он у нас оригинален — ибо мыслит. Он был бы оригинален и везде, ибо мыслит по-своему, правильно и независимо, между тем как чувствует сильно и глубоко.

Современники видели в Баратынском талантливого поэта, но поэта прежде всего пушкинской школы. Его позднее творчество критика не поняла.
Литературоведение второй половины XIX века считало Баратынского второстепенным, чересчур рассудочным автором. Это мнение определили скоропалительные, противоречивые (иногда одного и того же стихотворения), безапелляционные оценки Белинского («…но сложится певцу канон намеднишним Зоилом…»). Так, в энциклопедическом словаре Брокгауза и Ефрона (литературная редакция Семёна Венгерова) написано следующее:

Как поэт, он почти совсем не поддаётся вдохновенному порыву творчества; как мыслитель, он лишён определённого, вполне и прочно сложившегося миросозерцания; в этих свойствах его поэзии и заключается причина, в силу которой она не производит сильного впечатления, несмотря на несомненные достоинства внешней формы и нередко — глубину содержания.

В начале XX века, благодаря русским символистам, происходит кардинальный пересмотр оценки наследия поэта. Баратынский стал восприниматься как самостоятельный, крупный лирик-философ, стоящий в одном ряду с Тютчевым. При этом в стихах Баратынского подчёркивались черты, близкие поэзии Серебряного века. Осип Мандельштам писал:

Хотел бы я знать, кто из тех, кому попадутся на глаза названные строки Баратынского, не вздрогнет радостной и жуткой дрожью, какая бывает, когда неожиданно окликнут по имени.

О Евгении Баратынском тепло отзывались многие значительные русские авторы XX века — в частности, Александр Кушнер, Виктор Кривулин и Иосиф Бродский. В интервью И. Бродский говорил: «Я думаю, что Баратынский серьёзнее Пушкина. Разумеется, на этом уровне нет иерархии, на этих высотах…». Неоднозначно отзывался Владимир Набоков. По его мнению:

Баратынский хотел воплотить нечто глубокое и трудно передаваемое, но по-настоящему сделать это так и не сумел.

Но эта мысль дублировала суждения литераторов-современников Баратынского, с которыми он перед смертью разошёлся.

## Память
- Улицы имени Баратынского:

— на юге посёлка Бактин (Новый) Архивная копия от 11 января 2020 на Wayback Machine, в Октябрьском районе Томска (с 1999 года);
— в городе Рассказово Тамбовской области;
— в посёлке Ашукино Пушкинского района Московской области;
— в Донецке;
— в Кривом Роге;
— переулок в Уссурийске.
- Государственный музей Баратынского в Казани, ул. Горького, 25[78].
- Памятник в Тамбове, в сквере на пересечении улиц Куйбышева, Мичуринской и Пензенской, был торжественно открыт 12 октября 2011 года[79].

- Библиотека имени Баратынского в Тамбове (филиал № 22 ЦБС)[80].
- Имя поэта носит центральная районная библиотека Умётского района Тамбовской области[81].
- Комната-музей в имении Мара (с. Софьинка)[81].
- Школа имени Баратынского села Софьинка (Мара) Умётского района Тамбовской области[81]; в школе музей[82][83].
- В вузах и библиотеках Тамбовской области проводятся научные чтения и научно-практические конференции, посвящённые Баратынскому[81][84]; в школах — «часы поэзии»[85], в художественных музеях — выставки[86][87].
- С 1984 года в селе Софьинка ежегодно проводятся дни поэзии (литературно-музыкальные праздники) Е. А. Баратынского[81][88][89][90][91][92].
- Постоянная выставка, посвящённая Е. А. Баратынскому в Кирсановском районном музее[81].

## Фильмы, передачи
- Фильм «Поэты России. XX век. Евгений Баратынский». Архивная копия от 26 мая 2017 на Wayback Machine
- Фильм «Екклесиаст. Евгений Баратынский». Из цикла телепередач ТК «Культура» «Библейский сюжет». Архивная копия от 14 февраля 2017 на Wayback Machine